# جوليا هينشو
جوليا ويلموت هينشو (8 آب 1869 – 19 تشرين الثاني 1937) عالمة نبات كندية، جغرافية، كاتبة وناشطة سياسية عملت أيضًا مع الصليب الأحمر في الحرب العالمية الأولى.

## حياتها المبكرة
ولدت هينشو جوليا ويلموت هندرسون (بعض المصادر تهجئ ويلموت، ويلموث) عام 1869 في دورهام، إنجلترا، وكانت واحدة من ثمانية أطفال. درست في فرنسا وألمانيا قبل انتقالها إلى كندا في عام 1890 ولا يُعرف سبب مجيئها لكندا ولماذا. كانت مولعة أحيانًا باكتشاف زهرة التنكاس والتي عُرفت علمياً منذ سنة 1789 ومعروفة في جبال روكي الكندية منذ عام 1897 على الأقل، وبسبب سوء فهم طبيعة هذه الزهرة "pink lady's slipper" فإنها تعد نادرة جدًا في جبال روكي الكندية واعتبر اكتشافها في سنة 1903 إنجازاً علمياً عظيماً في علم النبات أثناء عمل جوليا في تلك المنطقة.
تزوجت من تشارلز جرانت هينشو (6 تموز 1860، سانت هياسينت، كيبيك في عام 1927) في مونتريال في 15 يونيو 1887، وهو وسيط استثماري ذو علاقات تجارية واسعة ومن الموالين للإمبراطورية المتحدة. ولدت طفلتهما الوحيدة دوريس في 20 أيلول 1889 وتوفيت في عام 1974 وانتقلوا إلى كولومبيا البريطانية في عام 1890[1]، انتقلت هينشو غربًا حيث استقرت لأول مرة في نيو وستمنستر في عام 1890، ثم في ويست إند في فانكوفر وأخيراً في كولفيلد في فانكوفر الغربية حيث قالت: «الذكرى الأولى لي عن فانكوفر أنها مدينة خشبية صغيرة غريبة». توفيت جوليا بسبب مشكلة في القلب وتزوجت دوريس من جرانت موردن.

## الحرب العالمية الأولى
سافرت هينشو إلى فرنسا باقتراب بداية الحرب العالمية الأولى وعادت لإلقاء الخطابات لصالح التجنيد وجمع الأموال لخدمات الإسعاف وهناك تحدثت بشكل خاص إلى جمهور الإناث اللواتي مُنِحَ بعضهن حق التصويت بموجب قانون انتخابات زمن الحرب لعام 1917، وبالتالي التصويت على مسألة التجنيد الإجباري. وابتداءً من عام 1915، عملت في الفيلق الطبي في الجيش الملكي البريطاني كسائقة سيارة إسعاف كجزء من جمعية الصليب الأحمر البريطانية. بسبب شجاعتها في إجلاء الجنود والقيادة، وعلى الرغم من عدم وجود تدريب طبي لديها ترقّت إلى رتبة نقيب. كانت نائبة رئيس منظمة Imperial Order Daughters of the Empire ومنحت لشجاعتها جائزة كروا دي غوير مع النجمة الذهبية «يستحق إجلاء السكان من تحت نيران القذائف والقصف الجوي ومداواتهم وتأهيلهم بتفان وشجاعة أسمى الثناء». كان زوجها مجندًا عسكريًا في فانكوفر. إحدى أعمالها الرواية المشهورة «لم لا حبيبتي» التي كتبتها باستخدامها لقب زوجها. كانت تعمل أيضًا ناقدة أدبية ومسرحية لجريدة مقاطعة فانكوفر وتكتب عمودًا تحت اسم مستعار.
خلال الحرب قامت هينشو ببعض الرحلات إلى كندا لإلقاء خطابات تدعم المجهود الحربي والتجنيد بما في ذلك حث النساء اللواتي لهن حق التصويت لدعم التجنيد الإجباري لكنها ألقت أيضًا خطابات ضد منح النساء حق التصويت.
في عام 1915، تم تكليف هينشو من قبل اللفتنانت جنرال السير سام هيوز (ملازم في الميليشيا الكندية) بواجبات سرية فيما يتعلق بتجنيد وتعزيز المجهود الحربي بشكل عام. أُخرِجت من كندا من قِبل الكنديين لكن بعد ذلك عملت مع الصليب الأحمر الفرنسي من آذار إلى تشرين الثاني 1918. كانت عضوًا مؤسسًا في نادي جبال الألب الكندي، ونادي فانكوفر الموسيقي، والنادي الجورجي؛ أول نادٍ نسائي اجتماعي في فانكوفر ورئيسة النادي النسائي الكندي. في عام 1906، نشرت جوليا كتاب الجبال البرية الأمريكية بعد أن عملت مع عالما النبات تشارلز وماري شافير وكتبت كتابين إضافيين عن الأزهار البرية.

## تكريمها
تكرمت بميداليات من الحرب البريطانية والحليفة والكندية وغيرها من الجوائز.

## أعمال أخرى
قامت هينشو برسم خرائط لجزيرة فانكوفر خلال 1910-1911 فجعلتها الجمعية الجغرافية الملكية زميلةً لها في عام 1911. كما عملت لدى صحيفتين في فانكوفر، وفي عام 1914 كانت هي وزوجها أول من يقود سيارة عبر جبال روكي وكان ذلك في فترة اغتيال الأرشيدوق فرانز فرديناند ودخول كندا الحرب.